# Samsung Gear Live
Samsung Gear Live là đồng hồ thông minh chạy Android Wear công bố và phát hành bởi Samsung và Google vào 25 tháng 6 năm 2014. Nó được phát hành cùng với LG G Watch một thiết bị Android Wear, một phiên bản tùy chỉnh của Android thiết kế đặc biệt cho đồng hồ thông minh và thiết bị đeo khác. Nó tương thích với hầu hết các điện thoại chạy Android 4.3 hoặc cao hơn.

## Phần cứng
Gear Live là thiết bị đeo tay thứ 5 được phát hành của dòng Gear. Gear Live có vỏ bằng kim loại và dây đeo có thể thay thế. Nó có cảm biến đo nhịp tim.

## Phần mềm
Hệ thống thông báo dựa trên công nghệ Google Now, cho phép nó chấp nhận, nhận, tải lên và xử lý các lệnh đưa ra bởi người dùng.  Gear Live sẽ bán ra vào tháng 2014 tại Mỹ với mức giá US$199 trên cửa hàng Google Play.

## Liên kết
- Website chính thức